# مارک استیونس
مارک استیونس (انگلیسی: Mark Stevens) یک تدوین‌گر اهل ایالات متحده آمریکا است. وی از سال ۱۹۷۹ میلادی تاکنون مشغول فعالیت بوده‌است.
از فیلم‌هایی که وی در آنها تدوینگر اصلی بوده است، می‌توان به واکنش زنجیره‌ای، بتمن برای همیشه، بتمن و رابین، ۸میلی‌متری، باجه تلفن، شماره ۲۳، فردی علیه جیسون، زنده بمان، مقصد نهایی ۴، کولکشن و نهر خون اشاره نمود.
او همچنین در فیلم‌های سخت‌کش و فراری دستیار تدوین‌گر بوده است.